# 胡內多阿拉

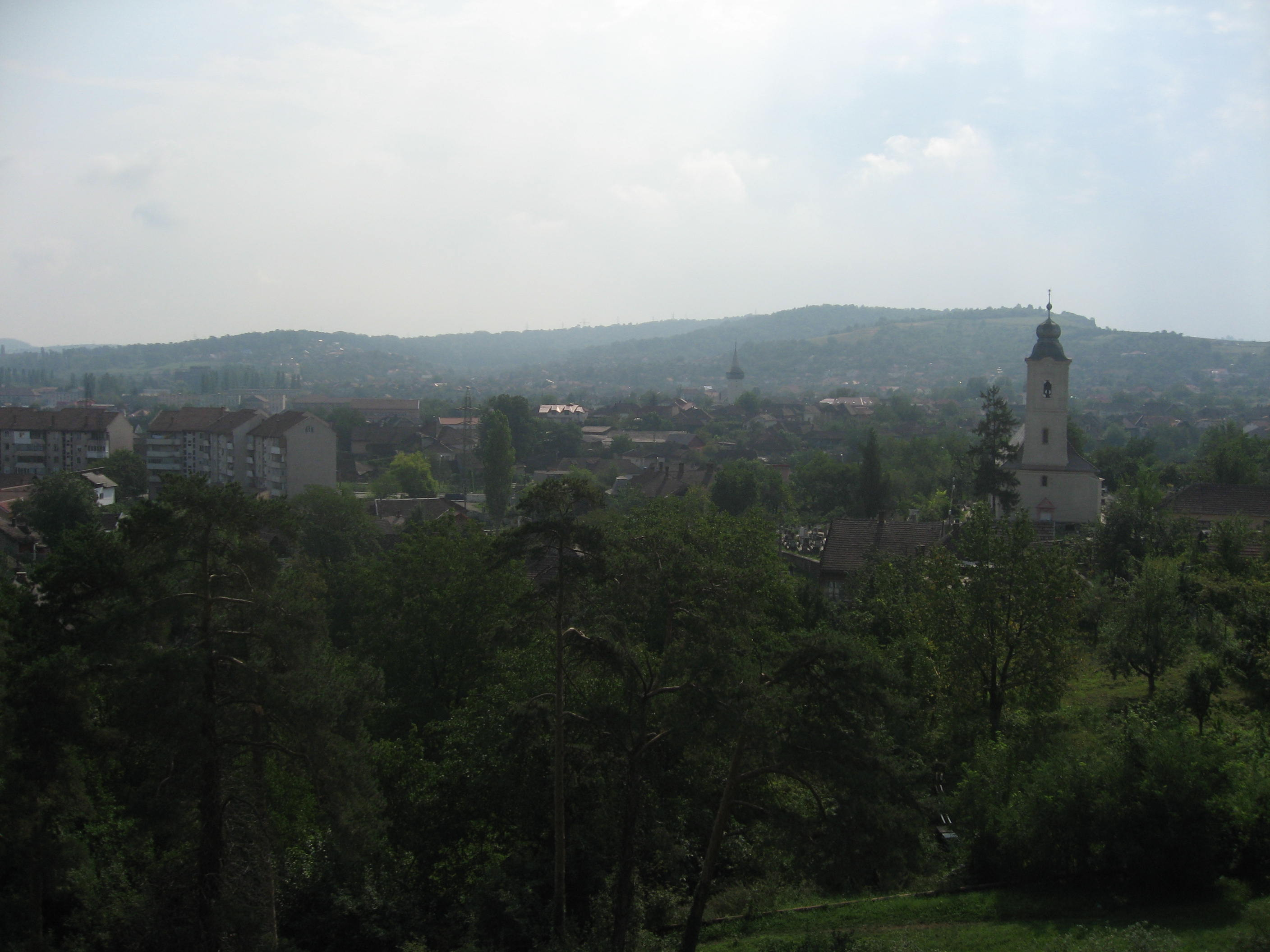

胡內多阿拉（羅馬尼亞語：Hunedoara；匈牙利語：Hunyad）是羅馬尼亞的城市，位於該國西部，距離首府德瓦19公里，由胡內多阿拉縣負責管轄，始建於1265年，面積97平方公里，海拔高度278米，2002年人口71,257。
胡內多阿拉是著名的匈雅提·馬加什一世的祖先的封地，其姓氏也由此而來（Hunyadi，意為“胡内多阿拉的”）。

## 友好城市
- 法國 阿让特伊

## 外部連結
- Interesting places near Hunedoara （页面存档备份，存于）